# منتخب البرازيل لهوكي الدحرجة
منتخب البرازيل لهوكي الدحرجة هو ممثل البرازيل الرسمي في المنافسات الدولية في هوكي الدحرجة
.